# أسطومة الصوفان
أسطومة الصوفان (الاسم العلمي Thymalus limbatus)، خنفساء من فصيلة الأسطوميات طولها نحو 6 مم. شكلها مستدير، لونها أسفع لامع تشوبه زغبة خفيفة. تعيش على الصوفان حيث تفترس ما وصل إليها من هوام الحشرات.